# Green River (fiume Utah)
Il Green River (in inglese, "Fiume Verde"), situato negli Stati Uniti d'America occidentali, è l'affluente principale del fiume Colorado. Il bacino idrografico del fiume, noto come il Green River Basin, copre parte del Wyoming, dell'Utah, e del Colorado. Il Green River è lungo 730 miglia (1.170 km), iniziando nei Monti Wind River del Wyoming e scorrendo attraverso il Wyoming e lo Utah per la maggior parte del suo corso, tranne 40 miglia (64 km) nel Colorado occidentale. La maggior parte del percorso è attraverso l'altopiano del Colorado e attraverso alcuni dei più spettacolari canyon degli Stati uniti. È solo di poco più piccolo del Colorado quando i due fiumi s'incontrano, ma tipicamente porta un carico maggiore di limo. Il flusso annuale medio del fiume a Green River, nello Utah, è 173,3 m³/s (6 121 ft³/s).

## Descrizione

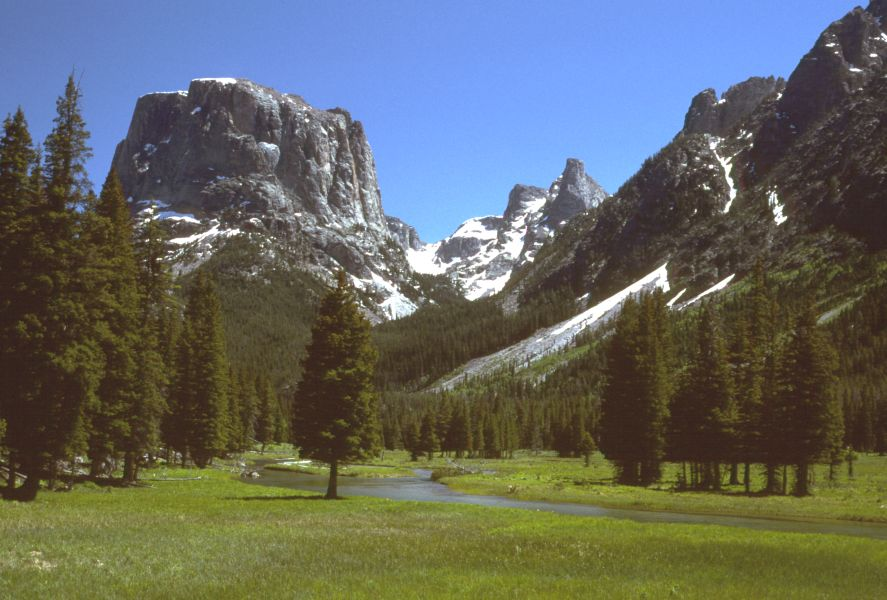
Il Green River superiore, Wyoming

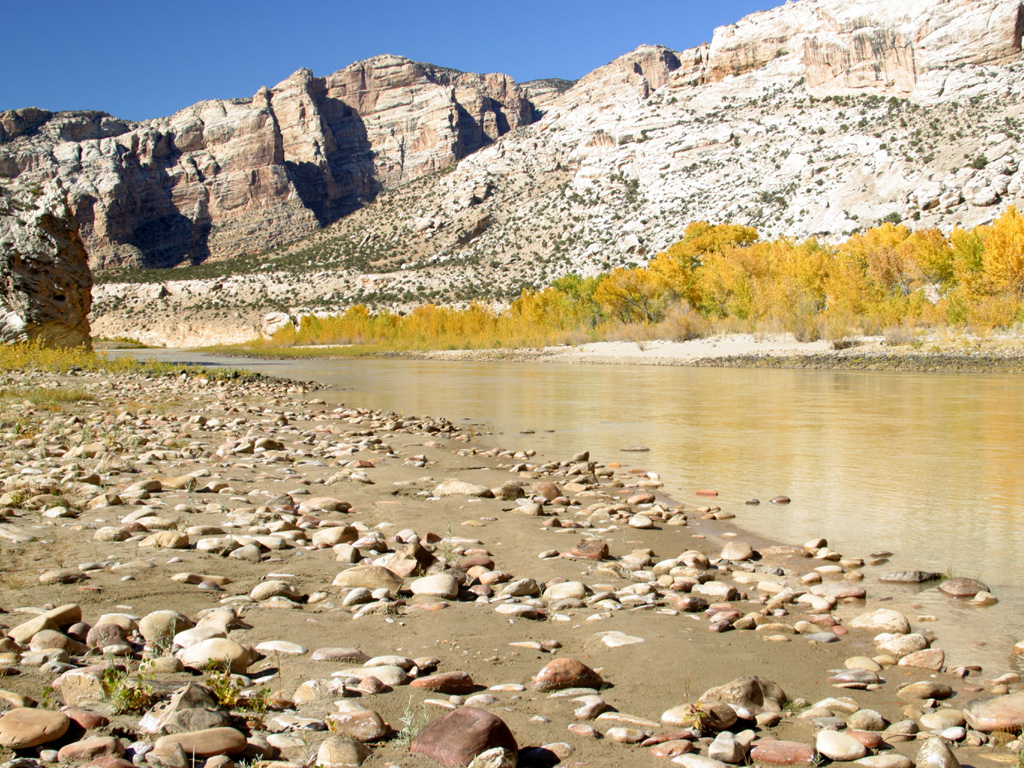
Il Green River scorre attraverso lo Split Mountain Canyon prima di lasciare il Dinosaur National Monument lungo un percorso tortuoso attraverso un'ampia pianura alluvionale irrigata

Il fatto che il Green River sia un affluente del fiume Colorado deriva principalmente da ragioni politiche. Prima del 1921 il fiume Colorado cominciava alla sua confluenza con il Green River. Sopra tale confluenza il Colorado era chiamato Grand River. Il rappresentante statunitense del Colorado Edward T. Taylor avanzò una petizione al Comitato per il commercio interstatale ed estero del Congresso perché il Grand River fosse rinominato Colorado. Il 25 luglio 1921 venne reso ufficiale il cambio di nome nella House Joint Resolution 460 del 66º Congresso, nonostante le obiezioni dei rappresentanti del Wyoming e dello Utah e dello United States Geological Survey che facevano notare che il bacino idrografico del Green River era esteso di più del 70% di quello del Grand River, benché il Grand River trasporti un volume leggermente maggiore di acqua alla sua confluenza con il Green River.
Nasce nel Wyoming occidentale, nel nord della Contea di Sublette, sul lato occidentale del Continental Divide, nella Foresta nazionale del Bridger-Teton situata nella Catena di Wind River. Scorre a sud attraverso la Contea di Sublette e il Wyoming occidentale, in un'area nota come Valle del Green River Superiore (Upper Green River Valley), poi a sud-ovest e si getta nel Big Sandy River nella Contea di Sweetwater occidentale. Nella città di La Barge, scorre nel Serbatoio di Fontenelle, formato dalla diga omonima. Là sotto, scorre attraverso una pianura aperta e ondulata, ricoperta di artemisia, dove è attraversato da alcune storiche piste utilizzate dagli emigranti dell'Ottocento, quelle dell'Oregon, della California e dei Mormoni. Prosegue ancora più a sud finché supera la città di Green River ed entra nel Serbatoio di Flaming Gorge nel Wyoming sudoccidentale, formato dalla Diga di Flaming Gorge nello Utah nordorientale. Anteriormente alla creazione del serbatoio, il Blacks Fork confluiva nel Green River a sud di Green River, mentre oggi la foce del fiume è sommersa dal serbatoio.
A sud della diga il Green River scorre verso est, facendo un'ansa intorno alla punta orientale dei Monti Uinta mentre passa dallo Utah nel Colorado nordoccidentale e attraverso Browns Park prima svoltare ad ovest e poi a sud nel Dinosaur National Monument, dove passa attraverso il Canyon di Lodore (altrimenti noto come le Porte di Lodore) e si congiunge con lo Yampa River a Steamboat Rock. Gira verso ovest tornando nello Utah lungi il bordo meridionale degli Uintas nel Whirlpool Canyon. Nello Utah serpeggia a sudovest in mezzo allo Yampa Plateau e attraverso la Riserva indiana di Uintah e Ouray ed il Rifugio naturalistico nazionale di Ouray. Tre chilometri a sud di Ouray (Utah), si getta nel Duchesne River, e cinque chilometri a valle nel White River. Sedici chilometri più a valle confluisce nel Willow River.
A sud dell'altopiano, si getta nel Nine Mile River, poi entra nei Roan Cliffs dove scorre a sud attraverso il Desolation e il Gray Canyon, posti uno di seguito all'altro con una lunghezza complessiva di 192 km. Nel Gray Canyon, si getta nel Price River. A sud del canyon oltrepassa la città di Green River (Utah) e si unisce al San Rafael River nella parte meridionale della Contea di Emery. Nella Contea di Wayne orientale, serpeggia attraverso il Parco nazionale delle Canyonlands dove sfocia infine nel Colorado.La Diga di Flaming Gorge (Flaming Gorge Dam) nello Utah è un'importante fonte regionale di approvvigionamento idrico per l'irrigazione e l'attività mineraria, oltre che per la produzione di energia elettrica. Iniziata negli anni 1950 e finita nel 1963, suscitò numerose controversie e l'opposizione degli ambientalisti.  Originariamente, una diga doveva essere costruita nel Whirlpool Canyon, ma il movimento ambientalista cedette sulla diga di Flaming Gorge per bloccare quella proposta. Il Green è un fiume grande, profondo, possente. Oscilla da 30 a 100 m di ampiezza nel corso superiore e da 100 a 460 m nel suo corso inferiore, mentre la sua profondità varia da 1 a 15 m. È navigabile con piccole imbarcazioni per tutta la sua lunghezza e con grandi motoscafi risalendo la corrente fino alla Diga di Flaming Gorge. Vicino alle zone in cui attraversa la Pista dell'Oregon, il fiume è largo 120 – 150 m e profondo in media circa 6 m con una corrente normale.

## Storia

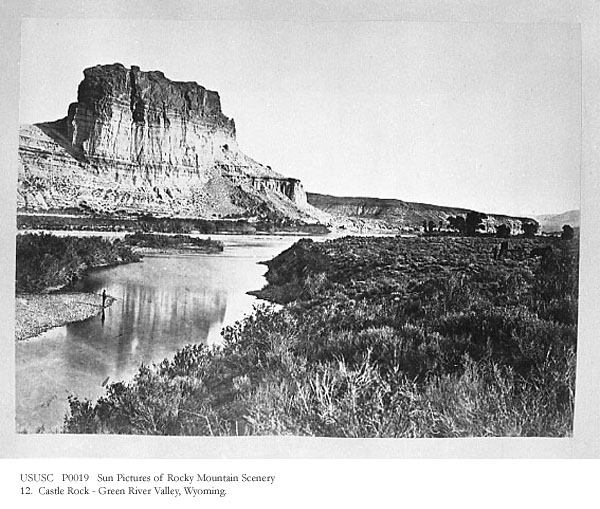
Tollgate Rock, valle del Green River, Wyoming, ca. 1869

Le prove archeologiche indicano che i canyon degli affluenti e le aree riparate nella valle del fiume ospitarono gli insediamenti della cultura di Fremont, che fiorì dal VII al XIII secolo. I Fremont erano un popolo seminomade che abitava in case a fossa e ha lasciato interessanti esempi di arte rupestre sulle pareti dei canyon e nelle sporgenze riparate.
Nei secoli successivi, il bacino del fiume fu occupato dai popoli Shoshone e Ute, entrambi cacciatori nomadi. Gli Shoshone abitavano la valle del fiume a nord dei Monti Uinta, mentre gli Ute vivevano a sud. L'attuale riserva degli Ute è nel Bacino Uinta (Uinta Basin). Gli Shoshone chiamavano il fiume Seeds-kee-dee-Agie, che significa "Fiume delle galline di prateria".
Nel 1776, i frati spagnoli Silvestre Vélez de Escalante e Francisco Atanasio Domínguez attraversarono il fiume vicino all'attuale Jensen, dandogli il nome di Río de San Buenaventura. Il cartografo della spedizione, capitano Bernardo Miera y Pacheco, indicò erroneamente che il fiume scorreva a sudovest di quello che è ora conosciuto come Lago Sevier. I successivi cartografi ampliarono l'errore, rappresentando il Buenaventura River come se si gettasse nell'Oceano Pacifico e almeno uno di loro come se il fiume ricevesse le acque del Gran Lago Salato. In seguito gli esploratori spagnoli e messicani adottarono il nome Río Verde, che in spagnolo significa "Fiume Verde" e che gli Americani tradussero poi in Green River. Non si sa esattamente quando gli Spagnoli iniziarono ad usare questo nome e perché. Le spiegazioni dell'aggettivo "Verde" e quindi del nome "Green" sono varie: alcune fanno riferimento al colore delle acque (anche se di solito esse sono rosse come quelle del Colorado), o al colore della steatite lungo le sponde, altre al colore della vegetazione e altre ancora al nome di un trapper, ma nessuna può essere verificata. Wilson Hunt della compagnia di pellicce Pacific Fur Company di John Jacob Astor lo chiamò Spanish River ("Fiume Spagnolo") nel 1811. A quel tempo i trappers avevano ormai capito che la mappa di Miera (se l'avevano vista) era sbagliata, perché essi avevano appreso dai Nativi americani che il Green River sfociava nel fiume Colorado e nel Golfo di California. Quando Jedediah Smith raggiunse il Colorado inferiore nel 1826, lo chiamò inizialmente Seedskeedee, in quanto il nome Green/Colorado River era noto comunemente solo fra i trappers. Al tempo della spedizione di Bonneville nel 1832, i nomi Seeds-kee-dee, Spanish River, Green River e perfino Colorado River erano usati in modo intercambiabile dai trappers e dagli esploratori americani.
Sebbene si sapesse che il Green River sfociava nel Colorado, il suo corso esatto non era conosciuto. La mappa di Miera mostrava che il fiume Colorado si biforcava in due corsi principali: il Nabajoo (San Juan) e lo Zaguananas. Essa mostrava anche che lo Zaguananas si suddivideva a sua volta in quattro sorgenti, compreso il Dolores e il Rafael (il diario di Escalante fa coincidere quest'ultimo con il Colorado, in base a informazioni ricevute dai Nativi americani). Una mappa del 1847 sposta il corso del Rafael a nord e lo definisce come Green River. Sarebbe occorso qualche tempo prima che la vera confluenza tra i fiumi Green River e Colorado fosse conosciuta.
La Vecchia Pista Spagnola dal Nuovo Messico alla California attraversava il fiume appena sopra l'attuale città di Green River (Utah).
All'inizio del XIX secolo, il corso superiore del fiume nel Wyoming faceva parte della regione disputata di Oregon Country. Fu esplorato dai trappers della North West Company e della Hudson's Bay Company, come Donald Mackenzie, che fecero da pionieri nell'area, a partire dal 1819. Nel 1825, l'americano William Ashley e un gruppo di esploratori americani discesero il fiume da nord dei Monti Uintah alla foce del White River. Nei decenni successivi la valle del fiume venne sempre più spesso utilizzata come campo per svernare per i trappers americani, con posti di scambio istituiti alla foce del White vicino a Whiterocks (Utah) e a Browns Park. L'Upper Green River Rendezvous Site ("Sito di raduno del Green River superiore") vicino a Pinedale (Wyoming) era una località popolare per gli annuali raduni (i cosiddetti rendezvous) dei cacciatori di pellicce durante gli anni 1820 e 1830, che al loro apice ospitarono da 450 a 500 trappers.
John C. Fremont esplorò la regione in parecchie delle sue spedizioni durante gli anni 1840. Tra l'altro Fremont poté correggere l'errore cartografico di Miera, stabilendo con certezza che il fiume non riceveva le acque del Gran Lago Salato. Nel 1869, il fiume fu misurato e mappato da John Wesley Powell nel corso della prima delle sue due spedizioni nella regione. Durante i suoi due viaggi nel 1869 e nel 1871, egli ed i suoi uomini diedero la maggior parte degli attuali nomi ai canyon, alle caratteristiche geografiche e alle rapide lungo il fiume.
Dagli anni 1840 agli anni 1860 centinaia di migliaia di emigranti si diressero ad ovest lungo le piste dell'Oregon, della California e dei Mormoni. Quasi tutte le maggiori rotte di emigrazione dovevano a un certo punto attraversare il Green River. La pista principale lo attraversava vicino a dove il Big Sandy River si getta nel Green River nel Wyoming. Il fiume è troppo grosso e profondo per guadarlo, ed è il fiume più grande e pericoloso attraversato dalla Pista dell'Oregon Trail. Per quella ragione, su quel tratto del fiume facevano comunemente servizio dei traghetti. Tra i più popolari sono da ricordare i traghetti di Lombard e Robinson presso l'attraversamento principale, e i traghetti di Mormon, Mountain Man e Names Hill dove la famosa scorciatoia di Sublette-Greenwood (Sublette-Greenwood cutoff) attraversava il fiume più a monte.
Nel 1878 fu fondato il primo insediamento permanente nella valle del fiume a Vernal da una comitiva di Mormoni guidata da Jeremiah Hatch. L'insediamento dovette affrontare nel suo primo inverno un'epidemia di difterite, nonché il panico scatenato dal massacro di Meeker in Colorado, quando nel 1879 la tribù degli Ute della riserva di White River, in guerra contro l'esercito degli Stati Uniti, uccise l'agente indiano Nathaniel Meeker e dieci dei suoi dipendenti. Da quel primitivo insediamento si è sviluppata una città che è attualmente la più grande della Valle del Green River.
La maggior parte della terra nella valle del fiume è oggi posseduta e controllata dal governo federale. I possedimenti privati sono in gran parte limitati a zone marginali. Fino agli anni 1940, l'economia della valle era basata per lo più sulle fattorie da allevamento, ma negli ultimi decenni il turismo è emerso come l'industria dominante della regione.

## Risorse naturali

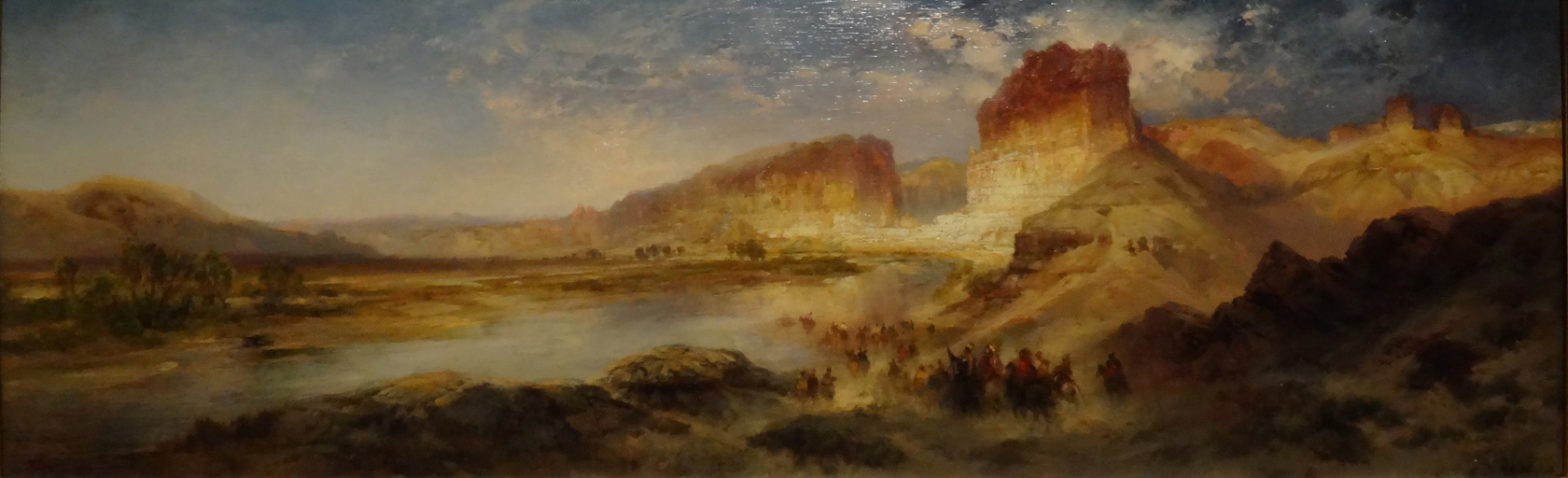
Green River, Wyoming, di Thomas Moran, 1878.

La scoperta del petrolio presso Ashley Field dopo la Seconda guerra mondiale ha condotto allo sfruttamento di petrolio e gas naturale nella regione. Il petrolio presso Ashley Field è intrappolato in depositi eolici di "sabbie di copertura e loess", sebbene vi sia un deposito più grande di scisto bituminoso nella Formazione del Green River. La Equity Oil Company attualmente ha 17 pozzi in produzione calante di petrolio vicino ad Ashley Field e sta cercando di iniettare anidride carbonica (un'importante fonte di gas serra attraverso le attività umane) nel serbatoio Weber per aumentare la velocità del flusso di petrolio attraverso le sue condutture.
Al tempo della sua scoperta (2005), si diceva che la Formazione del Green River avesse i più grandi depositi di combustibili fossili del mondo, sotto forma di una roccia solida chiamata scisto bituminoso. Si stima che vi siano da 500 miliardi a 1,1 trilioni di barili (80 e 175 km³) di petrolio potenzialmente recuperabili nel bacino; tuttavia, questo ammontare stimato di petrolio recuperabile sotto forma di cherogene è contestato e messo in dubbio, in quanto attualmente non c'è nessuna tecnologia economicamente praticabile per convertire la roccia in un olio permeabile. Il cherogene è una forma cruda di idrocarburo che la natura non converte in vero petrolio.
Il costo per convertire lo scisto bituminoso di Green River in vero petrolio al momento sarebbe superiore a quello per cui potrebbe essere venduto. L'EROI per lo scisto bituminoso è bassissimo, mentre ha un altissimo impatto distruttivo dal punto di vista ambientale.
Il Bacino del Green River contiene il più grande deposito conosciuto del mondo di minerale grezzo di trona vicino alla città di Green River. L'estrazione di carbonato di sodio dalle vene di trona profonde da 300 a 500 m è un'importante attività industriale dell'area, che impiega oltre 2000 persone in quattro miniere.  L'attività mineraria è meno costosa per la produzione di carbonato di calcio negli Stati Uniti del processo sintetico Solvay, che predomina nel resto del mondo.
Nell'area sono anche stati fatti scavi per la ricerca di uranio.